# Wandelroute GR5
De GR5 is een langeafstandswandelpad van Hoek van Holland naar Nice (ca. 2.150 kilometer). De route is grotendeels gemarkeerd met de bekende wit-rood-markeringen voor langeafstandswandelingen en behoort tot de populairste van de Europese langeafstandswandelingen. (In Frankrijk kunnen ook markeringen met een rode rechthoek op een witte achtergrond voorkomen.) Veel wandelaars uit Nederland lopen deze route aansluitend op het Pieterpad, waarvoor de route in de jaren '90 speciaal is gewijzigd nabij Maastricht. Ook vormt het een belangrijk onderdeel van de Europese wandelroute E2, waar naast de GR5 ook een deel door Engeland en Schotland wordt gelopen.
De route loopt grotendeels door bergachtig gebied, hetgeen (uiteraard) eisen stelt aan de conditie, uitrusting en ervaring van de wandelaar. Een gedegen voorbereiding is sterk aan te raden. 

## Route

De route loopt vanaf Hoek van Holland via Bergen op Zoom, Diest naar Maastricht. Varianten zijn ook aanwezig, zoals het aansluitende Pelgrimspad vanuit Amsterdam, of de GR5A vanuit Oostende. Vanaf het eindpunt van het Pieterpad, of ten oosten daarvan via Dalhem en Wezet, gaat het pad naar het zuiden richting de Belgische Ardennen. Vervolgens gaat het langs de Luxemburgs-Duitse grens. Ten zuiden van Luxemburg gaat het pad Frankrijk in. Het blijft ten westen van Metz en gaat net ten noorden van Nancy de Vogezen in. Het gaat door de Vogezen naar het zuiden en blijft ten westen van Mulhouse. Bij de Jura komt het pad langs de Franse zijde van de Frans-Zwitserse grens te lopen. Vervolgens gaat het door de Zwitserse Jura naar Nyon. Van daaruit kan men, via Lausanne de boot over het Meer van Genève nemen naar Thonon-les-Bains of naar Saint-Gingolph. Hierna volgt de GR5 de Franse zijde van de Frans-Zwitserse en later de Frans-Italiaanse grens door de Alpen, om te eindigen in Nice.

### Traject der lage landen

#### Hoek van Holland-Bergen op Zoom
- Hoek van Holland
- Maassluis
- Rozenburg (Zuid-Holland)
- Brielle
- Rockanje
- Grevelingendam
- Philipsdam
- Nieuw-Vossemeer
- Bergen op Zoom

#### Bergen op Zoom-Luik
- Bergen op Zoom (aansluiting op Grenslandpad, niet gemarkeerd)
- Essen
- Kalmthout
- Wuustwezel
- Brecht
- Westmalle
- Zoersel
- Grobbendonk
- Bouwel
- Herentals
- Westerlo
- Averbode
- Scherpenheuvel-Zichem
- Diest
- Halen
- Lummen
- Heusden-Zolder
- Hasselt
- Diepenbeek
- Genk
- Zutendaal
- Lanaken
- Maastricht (aansluiting op Pieterpad)
- Veldwezelt
- Kanne
- Eben-Emael
- Wonck
- Haccourt
- Wezet (Visé)
- Dalhem
- Blegny
- Barchon
- Jupille-sur-Meuse
- Bressoux
- Luik

### Traject derArdennen

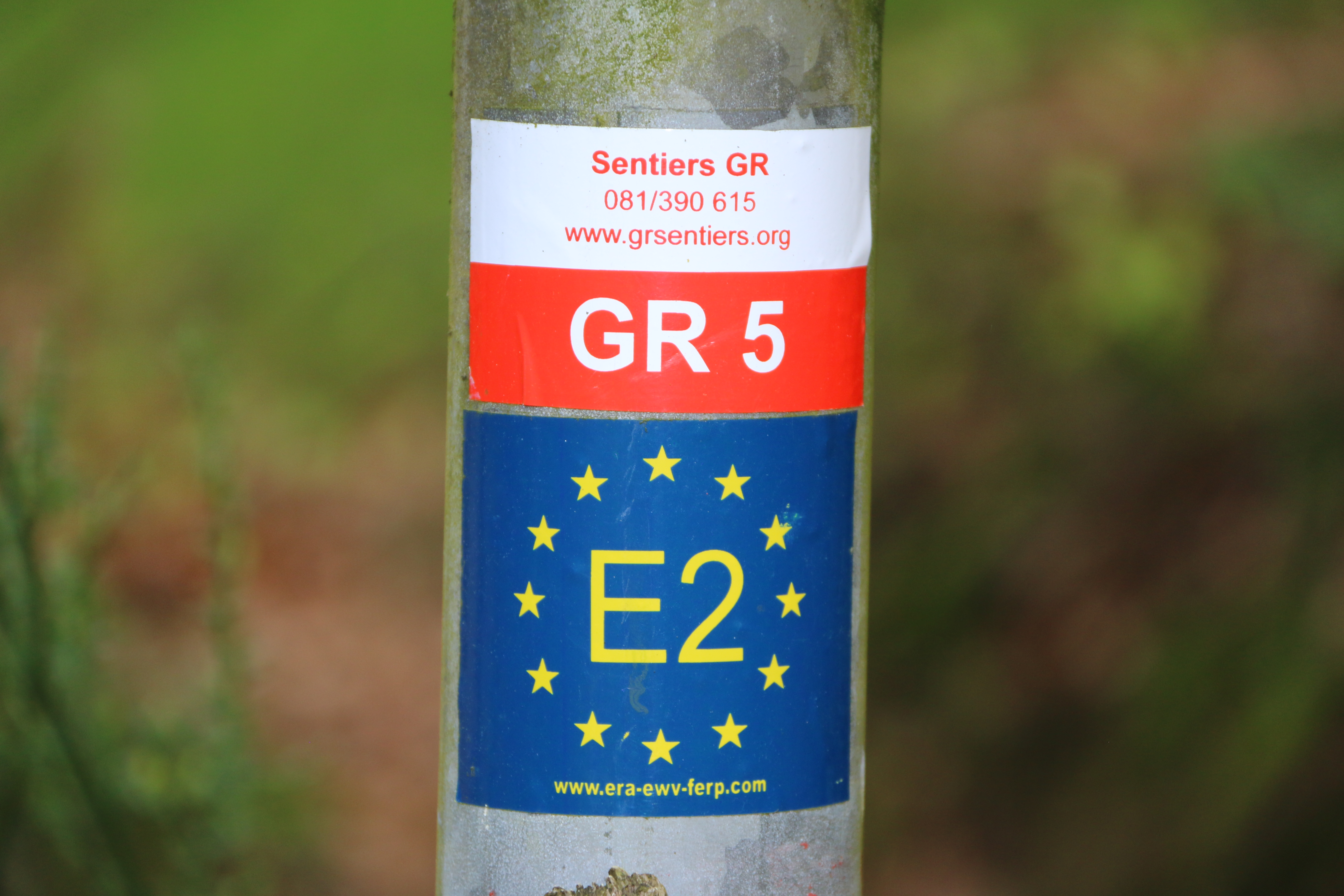

#### Lanaken-Luik
- Lanaken
- St Pietersberg - aansluiting Pieterpad
- Kanne
- Wezet (Visé) - aansluiting Pelgrimspad
- Dalhem
- Saint-Remy

#### Luik-Spa
- Olne
- Nessonvaux
- Winamplanche - aansluiting GR-AE
- Spa - aansluiting GR-AE

#### Spa-Vielsalm
- Veen van Malchamps
- Stavelot
- Vielsalm

#### Vielsalm-Ouren
- Burg-Reuland
- Ouren
- Drielandenpunt België - Duitsland - Luxemburg
- Vianden
- Gilsdorf (kanton Diekirch)

### TrajectLuxemburg-Lotharingen

#### Luxemburg
- Gilsdorf
- Eppeldorf
- Beaufort
- Berdorf
- Echternach
- Rosport
- Moersdorf
- Wasserbillig
- Manternach
- Grevenmacher
- Wormeldange
- Greiveldange
- Stadtbredimus
- Remich
- Wellenstein
- Remerschen - E3 richting Zwarte Zee
- Schengen

#### Minder dan 1 km door Duitsland
In de omgeving van  Perl (Saarland)

#### Franse Moezelvallei
- Apach
- Kédange-sur-Canner
- Moulins-lès-Metz
- Ars-sur-Moselle
- Gorze
- Bayonville-sur-Mad
- Montauville
- Mamey
- Rosières-en-Haye
- Liverdun
- Custines

#### Plateau van Lotharingen
- Bouxières-aux-Chênes
- Amance
- Brin-sur-Seille
- Attilloncourt
- Grémecey
- Salonnes
- Vic-sur-Seille
- Marsal
- Blanche-Église
- Assenoncourt
- Fribourg
- Gondrexange
- Niderhoff
- Saint-Quirin
- Abreschviller
- Donon (berg)
- Schirmeck

### Crête des Vosges
- Zie ook: Route des Crêtes
- Zie ook: Route Joffre

### Grande traversée du Jura
In de Vogezen volgt de route de "ballons", waarbij onder meer de Hohneck, de Grand Ballon en de Ballon d' Alsace aangedaan worden. Bij La Cluse wordt de Frans-Zwitserse grens gepasseerd; dit deel van de route eindigt in Nyon. Per boot bereikt men het Franse Thonon-les-Bains of Saint Gingolph.

### Grande traversée des Alpes
- Thonon-les-Bains / Saint-Gingolph
- Col du Brévent (bij Chamonix) (parallel met Tour du Mont Blanc)
- Les Houches
- Col de la Croix du Bonhomme (Tour du Mont Blanc takt hier af)
- Landry
- Val d'Isere
- Modane
- Briançon
- Col des Ayes
- Chateau-Queyras
- Col Girardin
- Larche
- Saint-Etienne-de Tinée
- Saint-Sauveur-sur-Tinée
- Nice (Place Alexandre Médecin)

## Afbeeldingen

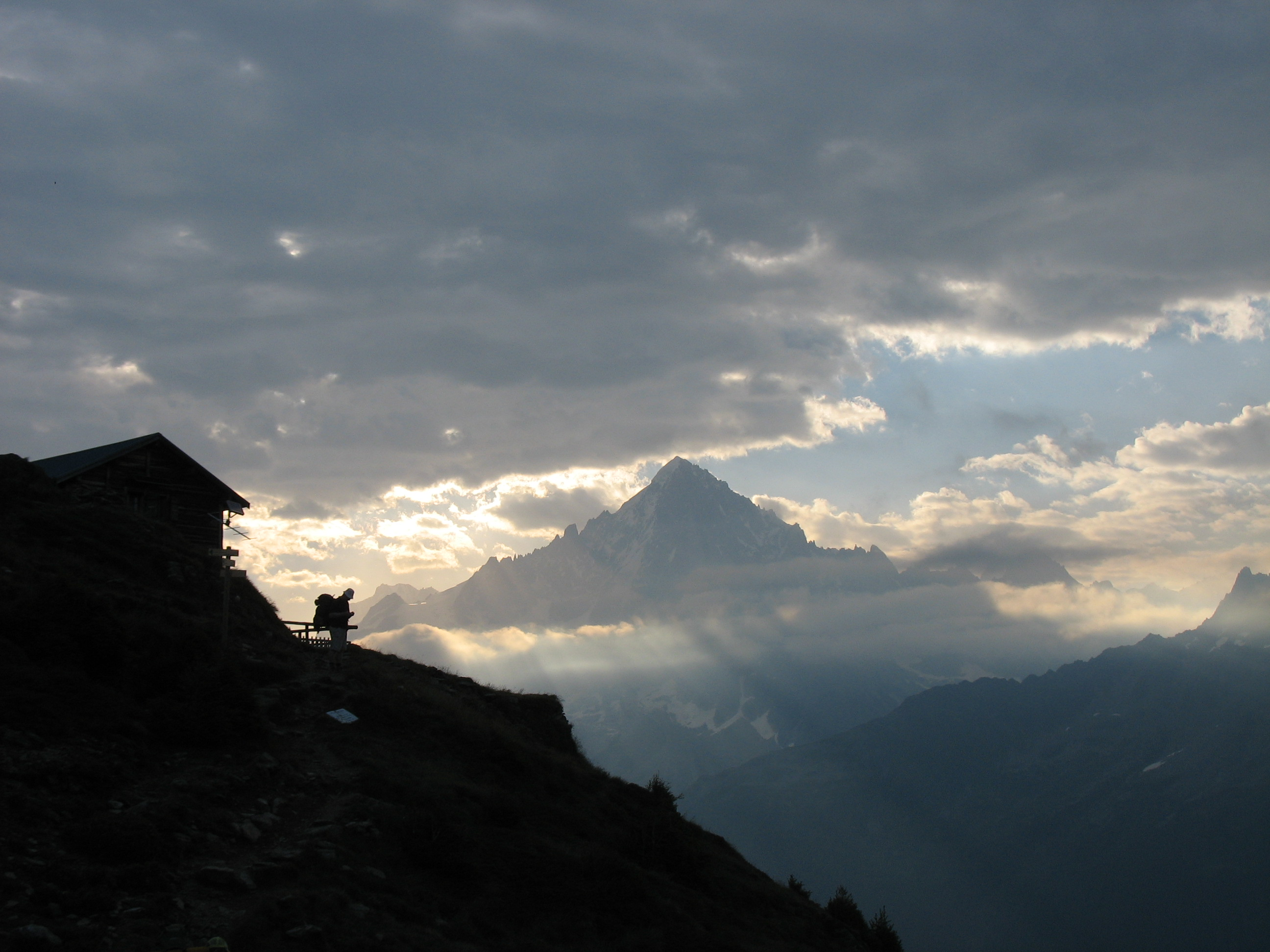
een wandelaar bij de "Refuge de Bel Lachat" op de GR5
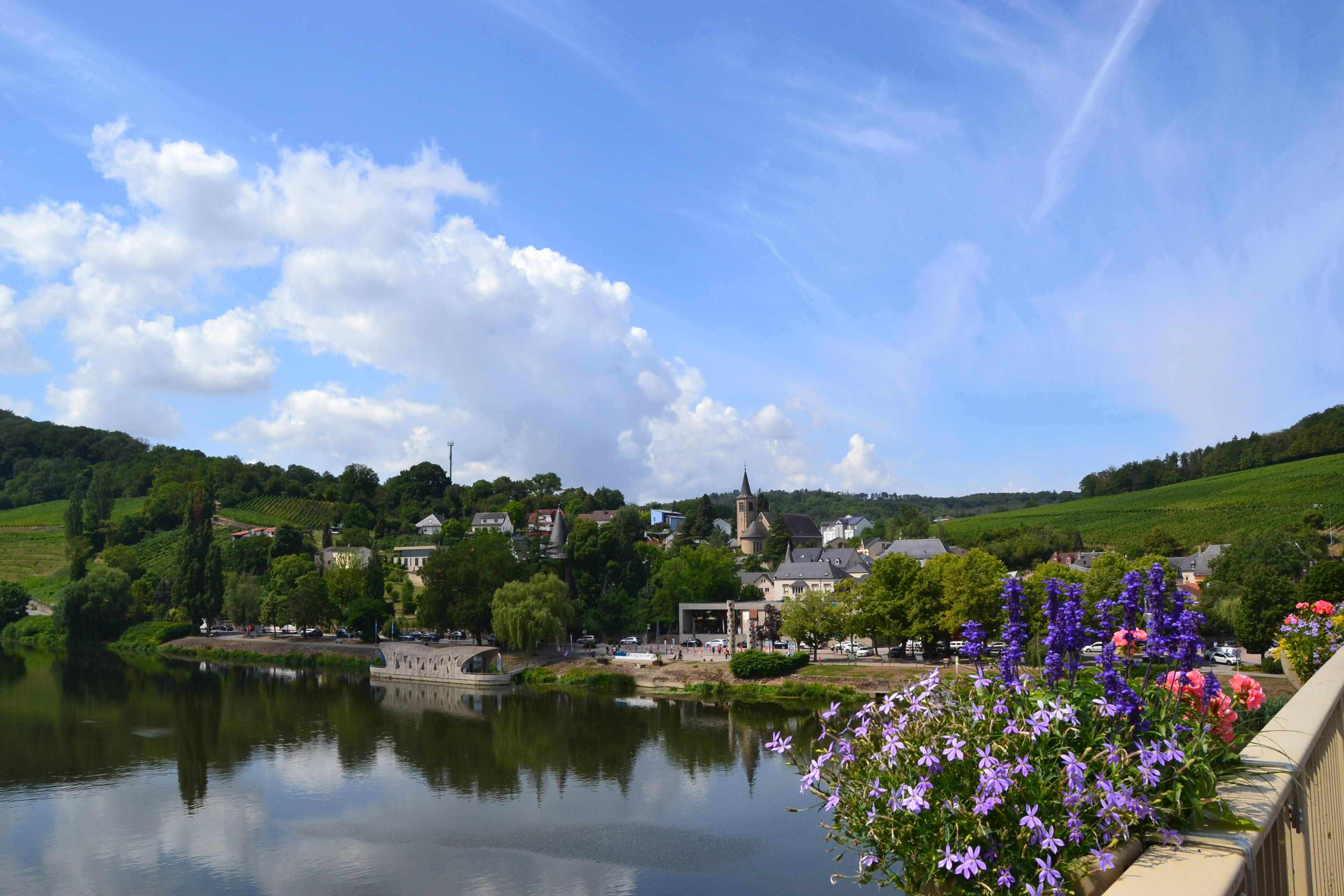
Op de brug over de Moezel bij Schengen
Liverdun, Meurthe-et-Moselle
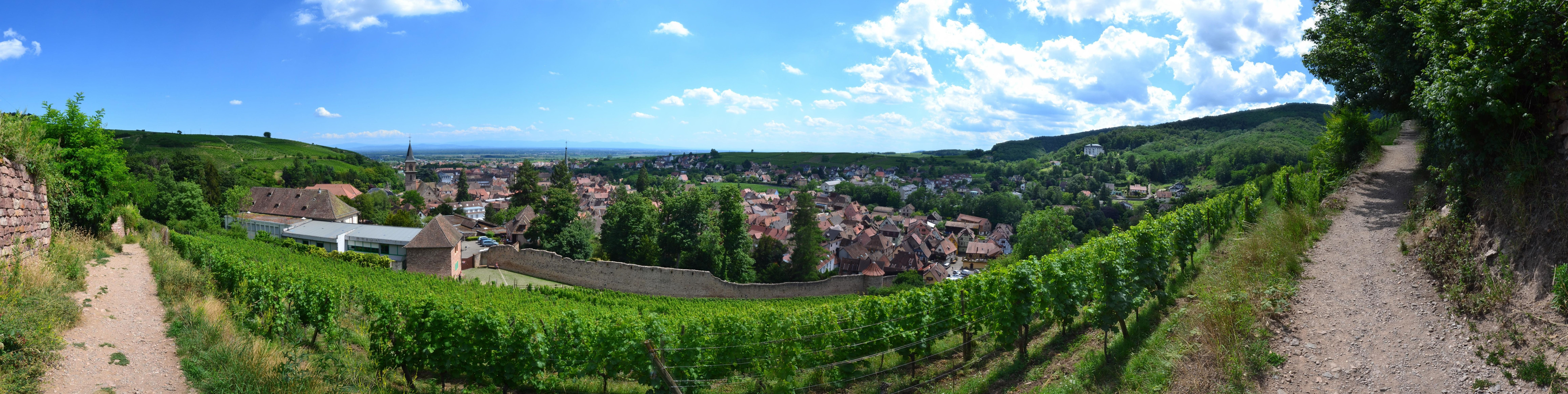
Bij Ribeauvillé, Haut-Rhin
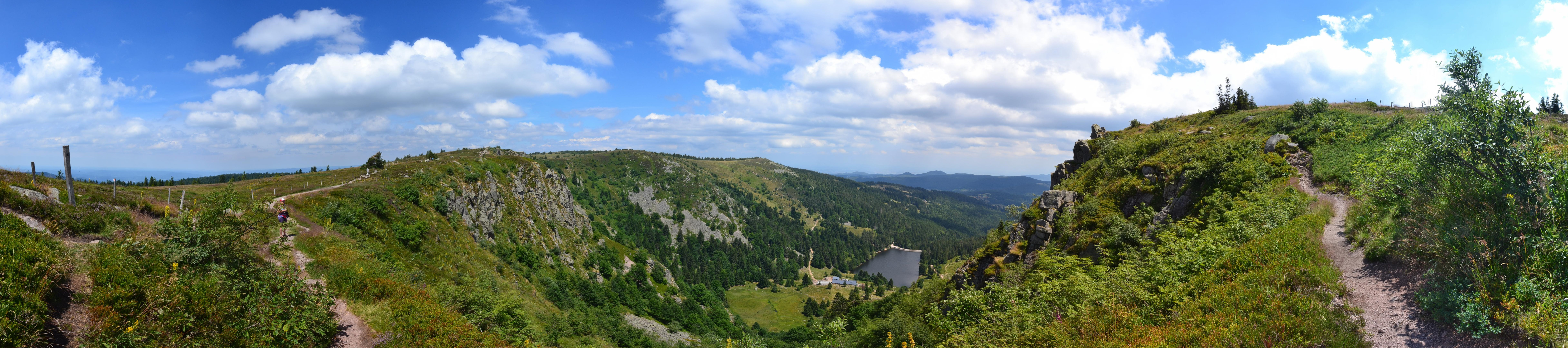
Bij het Lac Blanc, ten zuiden van Le Bonhomme
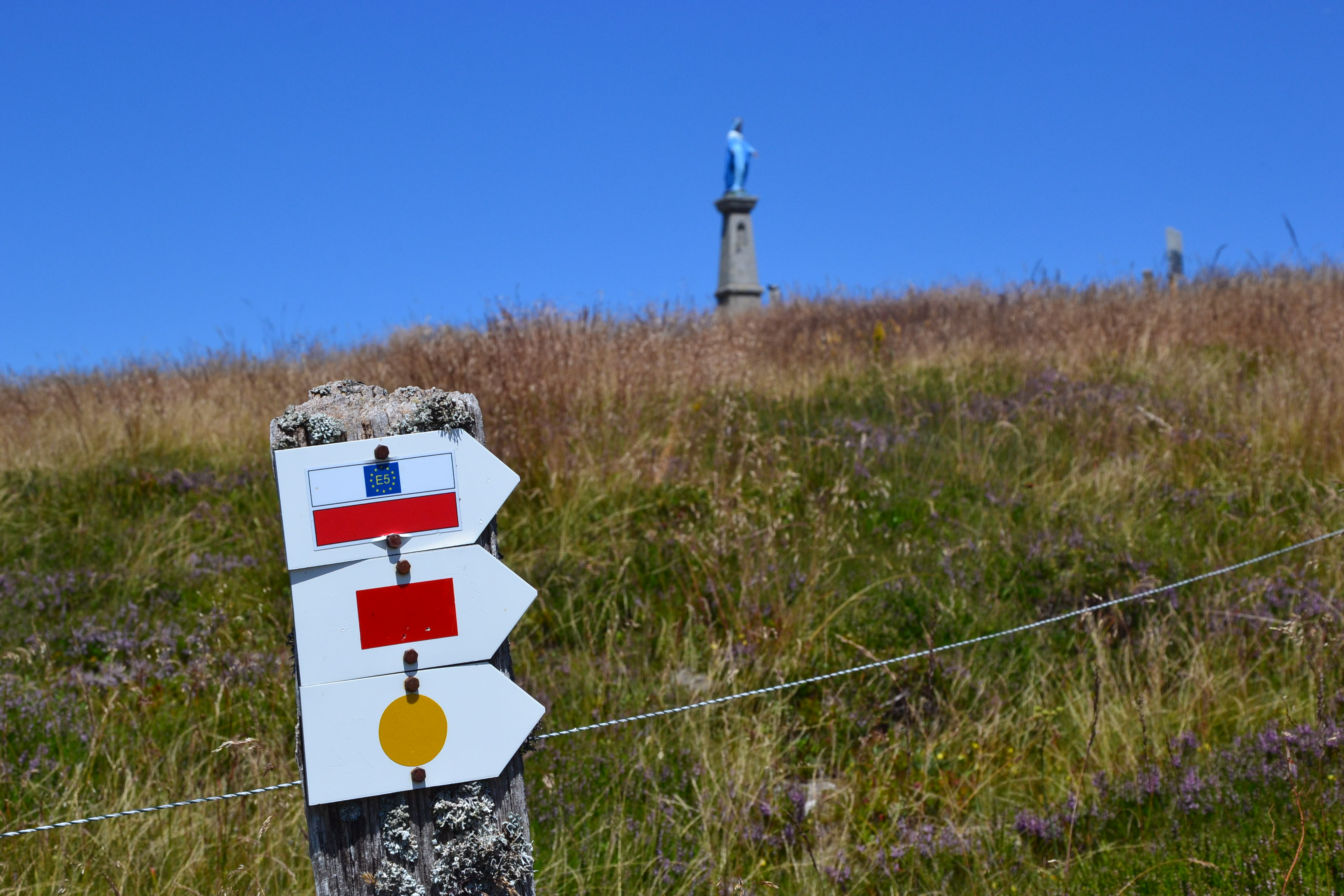
Verschillende markeringen, bij de Ballon d'Alsace
Ochtendstemming ten noorden van Arvieux, Hautes-Alpes
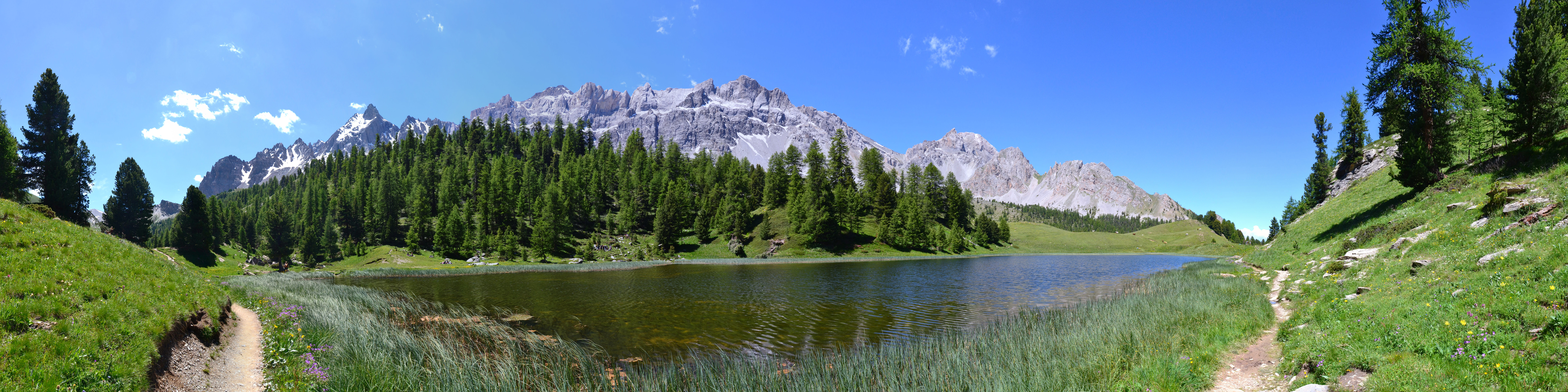
Bij het Lac Miroir, Hautes-Alpes
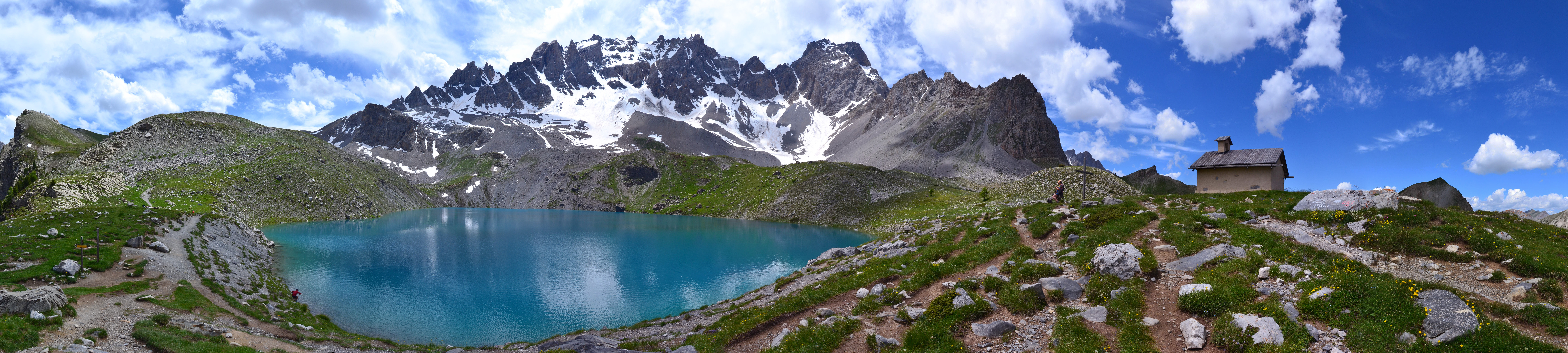
Bij het Lac Sainte-Anne, Hautes-Alpes
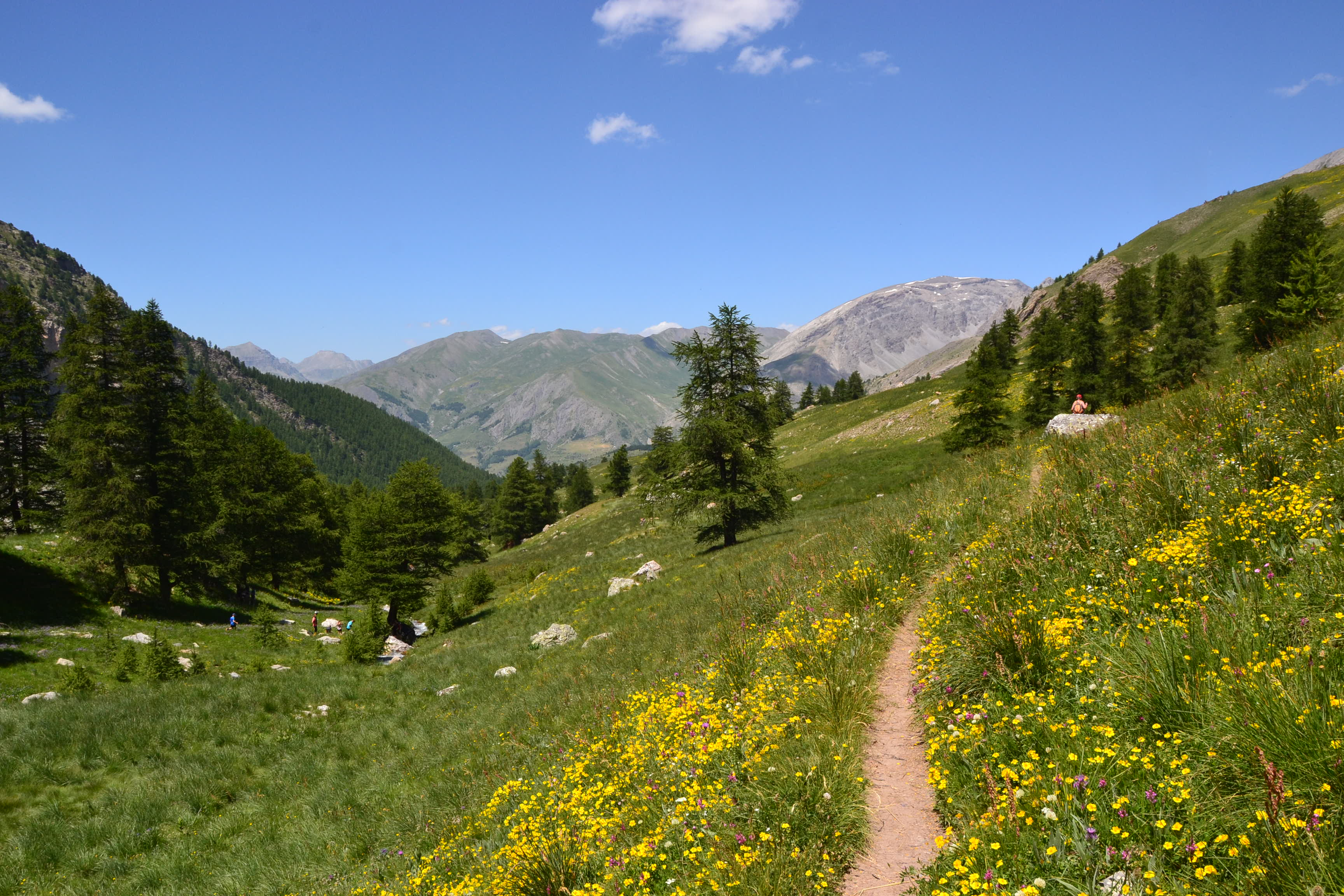
Bij de Col du Vallonnet, Alpes-de-Haute-Provence
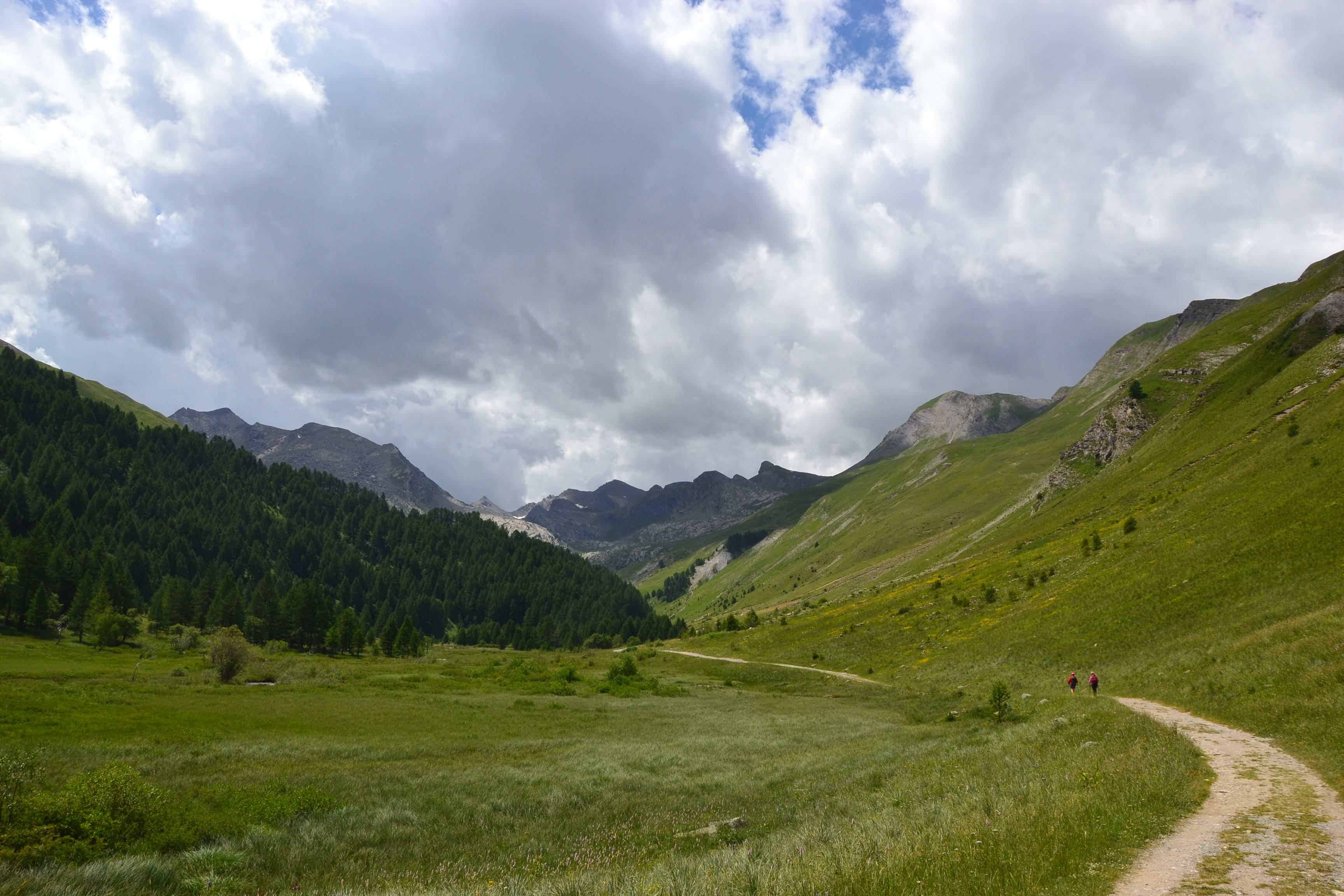
Bij de Pas de la Cavale, Alpes-de-Haute-Provence
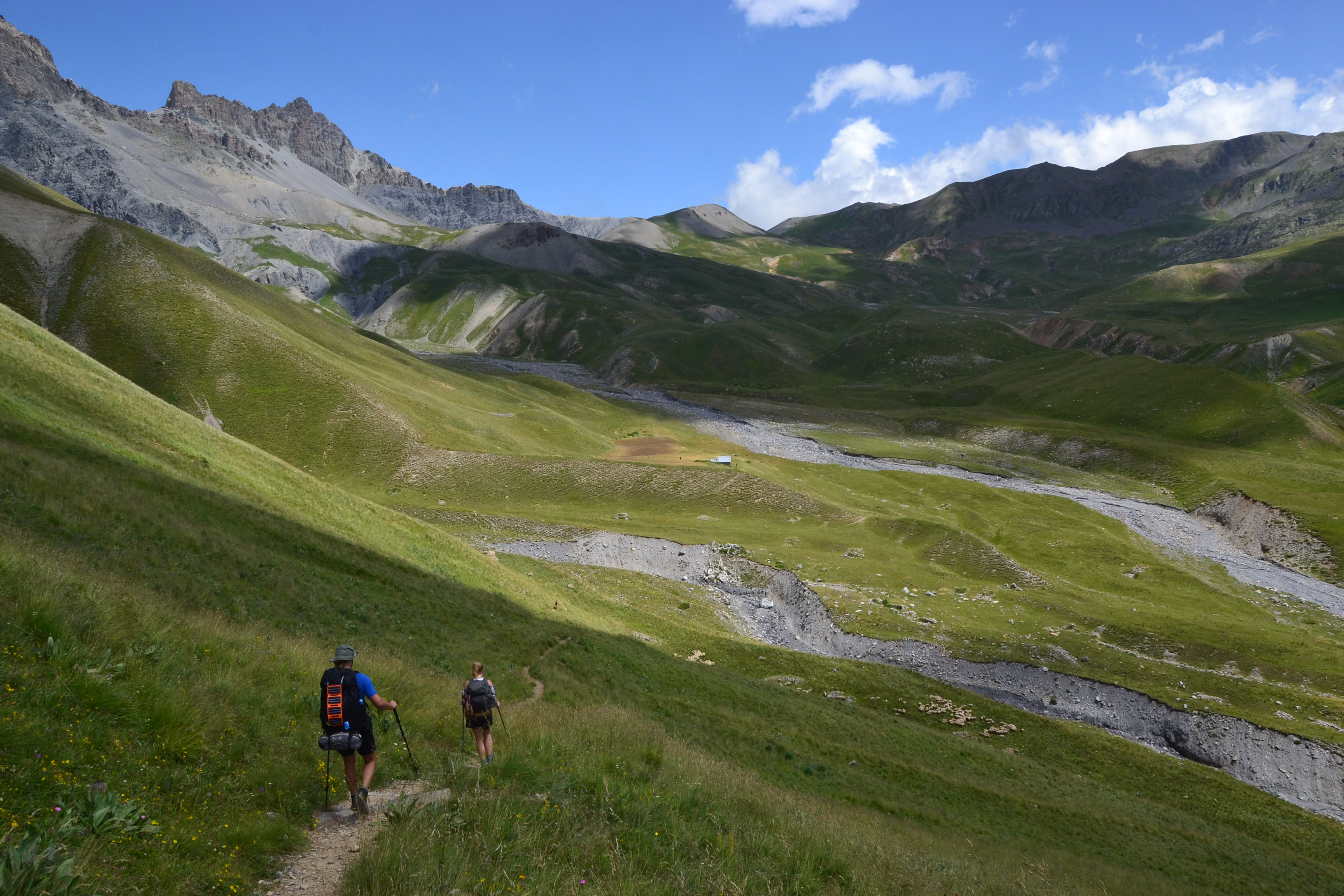
Bij de Col des Fourches, Alpes-de-Haute-Provence

## Trivia
- De Belgische televisieserie GR5 gaat over een groep mensen die GR5 afloopt in het spoor van iemand die jaren daarvoor is verdwenen.

## Documentatie
De GR 5 is samengesteld uit een aantal opeenvolgende nationale paden. Van de gidsjes die van die paden verschenen zijn, zijn de volgende te noemen:
Uitgegeven door de beherende organisaties:
- Nederlands Kustpad deel 1, LAW 5-1, Zeeland-Zuid-Holland, 2014, Hoek van Holland-Bergen op Zoom
- GR 5 Noordzee-Middellandse Zee, deel Vlaanderen, 2021, Bergen op Zoom-Eben Emael, ISBN 9789492608116
- GR 5 Mer du Nord-Méditerranée (Wallonie et grand-duché de Luxembourg), 2009, Kanne-Schengen, ISBN 9782930488080
- Traversée du Massif des Vosges, Schirmeck-Belfort, 2021, ISBN 9782751409790
- La Grande Traversée du Jura, Belfort-Nyon: niet meer verkrijgbaar
- Du Léman à la Vanoise par le Mont Blanc et le Beaufortain, Meer van Genève tot Landry, 2019, ISBN 9782751403088
- Parc national de la Vanoise, Landry-Modane, ISBN 9782751410741
- La Traversée des Alpes de la Maurienne à l'Ubaye, Modane-Larche, ISBN 9782751403293 (uitverkocht)
- Le Mercantour - Vallée des Merveilles, Larche-Nice, ISBN 9782751410727

Uitgegeven door andere uitgevers:
- Dorgan, Carroll (2018). The GR5 trail Benelux and Lorraine: the North Sea to the Vosges mountains. Cicerone, Milnthorpe. ISBN 978-1-85284-959-7.

- Dillon, Paddy (2016). Trekking the GR5 trial: Through the French Alps: from Lake Geneva to Nice. Cicerone, Milnthorpe. ISBN 978-1-85284-828-6.

- Striebig, Thomas (2021). Vogesen Durchquerung: Von Wissembourg nach Belfort. Rother. ISBN 9783763344079.

- Hoenjet, Mathie (2021). Wandelgids 3 GR5 Ardennen (Maastricht - Ouren). De Wandelende Cartograaf. ISBN 9789083086903.

- Hoenjet, Mathie (2021). Wandelgids 4 GR5 Luxemburg: Ouren - Sierck les Bains. De Wandelende Cartograaf. ISBN 9789083086910.

- Hoenjet, Mathie (2021). Wandelgids 5 GR5 Lotharingen: Sierck-les-Bains naar Vic sur Seille. De Wandelende Cartograaf. ISBN 9789083086927.

- Hoenjet, Mathie (2021). Wandelgids 6 GR5 Noord-Vogezen: traject Vic-sur-Seille - Ribeauvillé. De Wandelende Cartograaf. ISBN 9789083086934.

- Hoenjet, Mathie (2021). Wandelgids 7 GR5 Zuid Vogezen: Ribeauvillé – St Hippolyte. De Wandelende Cartograaf. ISBN 9789083086941.

- Hoenjet, Mathie (2021). Wandelgids 8 GR5 Jura: St-Hippolyte - Nyon. De Wandelende Cartograaf. ISBN 9789083086958.

Opgemerkt wordt dat routes regelmatig gewijzigd worden: de wandelaar wordt aangeraden de websites van de beherende organisaties vooraf te raadplegen.